# Gropiusstadt
Gropiusstadt es uno de los 5 distritos de Neukölln una especie de ciudad dormitorio anexo a Berlín. Fue diseñado por el arquitecto alemán Walter Gropius y construido durante los años 60.

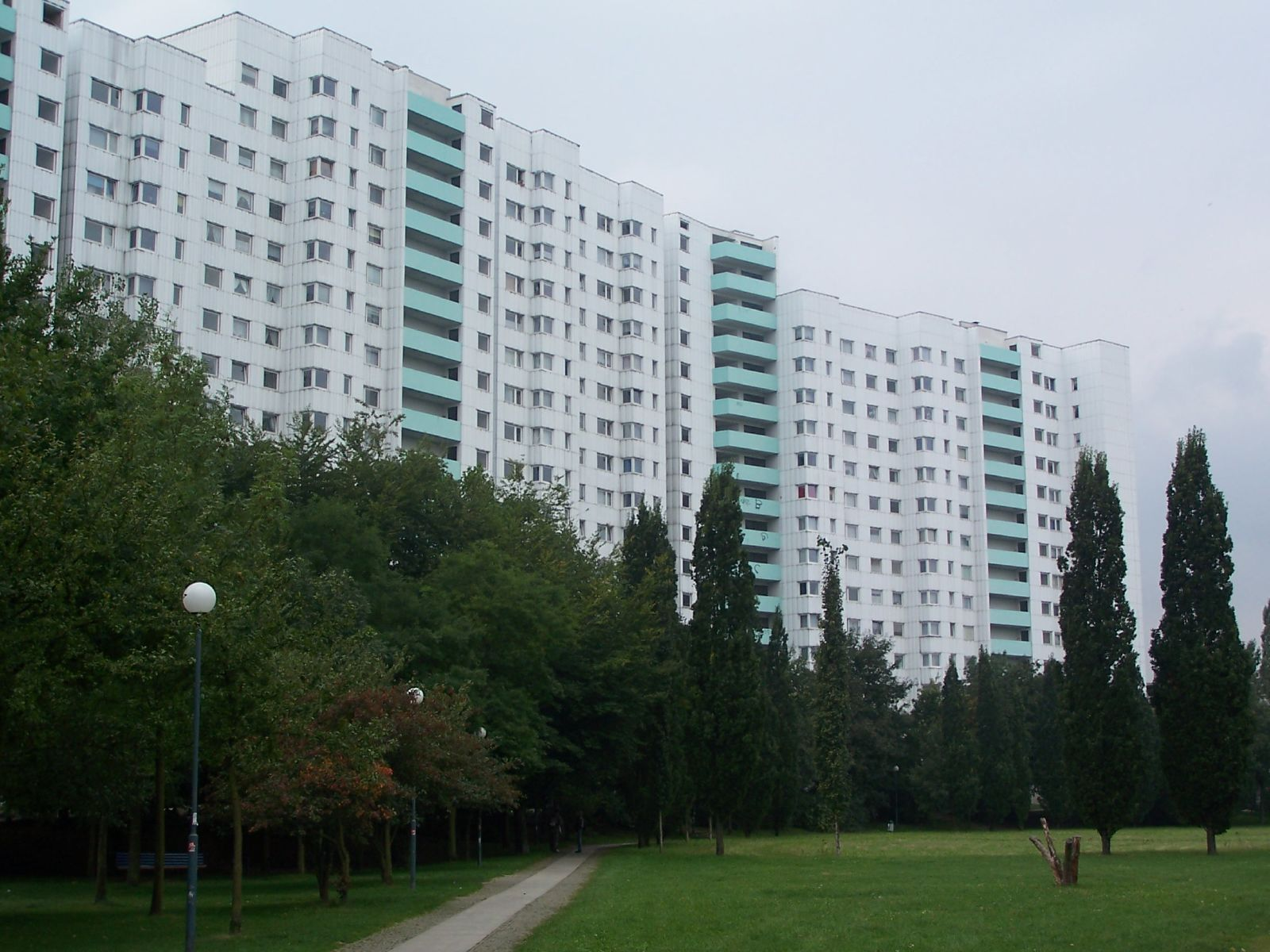
Bloques de viviendas de Gropiusstadt.

## Historia
El complejo de edificios comenzó a edificarse en el año 1966 y concluyó sus obras en 1975. Ubicado en el Berlín oeste,  durante la guerra fría, acabó convirtiéndose en el mayor foco de delincuencia de la ciudad.
El complejo arquitectónico alcanzó popularidad tras la publicación del libro  Wir Kinder vom Bahnhof Zoo (en español: "Los niños de la estación de la zoo"), y de la película Christiane F, basada en la historia de la adolescente Christiane Vera, residente del Gropiusstadt y adicta a la heroína. 
Actualmente cuenta con mucha población inmigrante, teniendo uno de los porcentajes más altos de Berlín, destacando los turcos, kurdos y árabes.

## Galería de Fotos

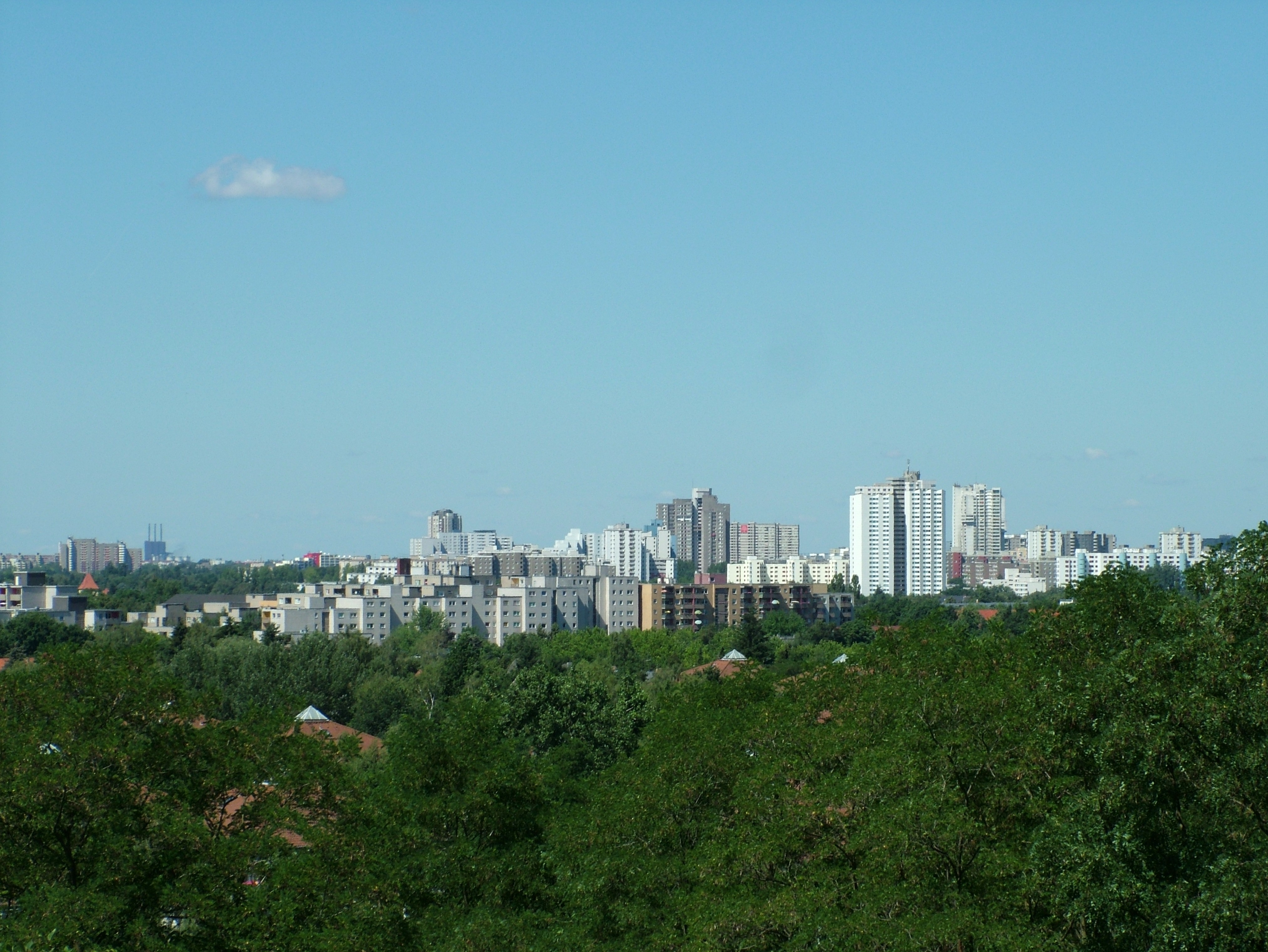
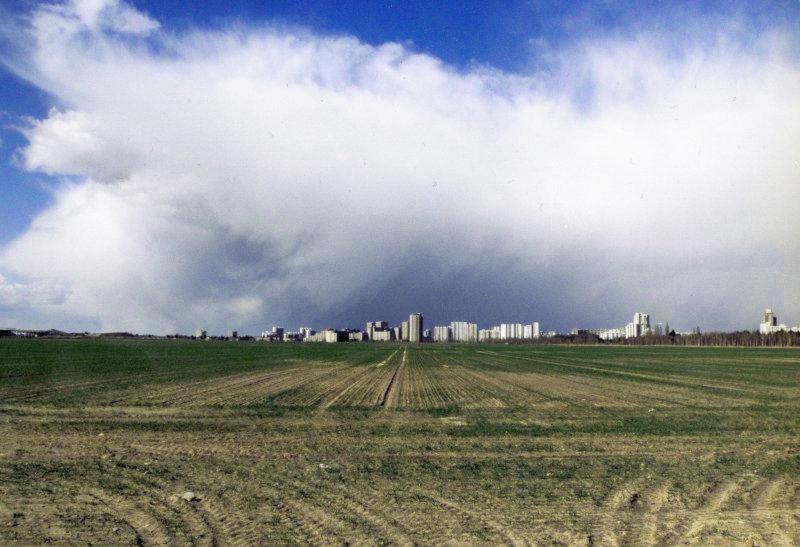
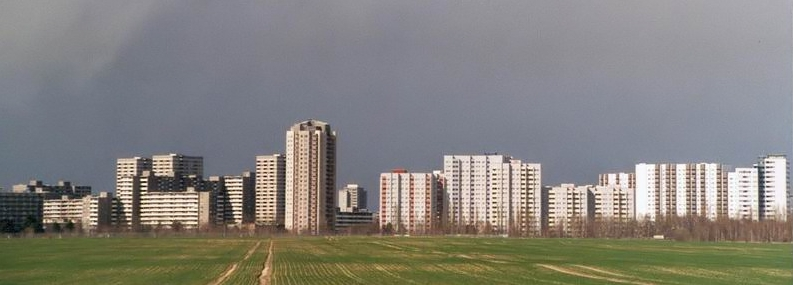
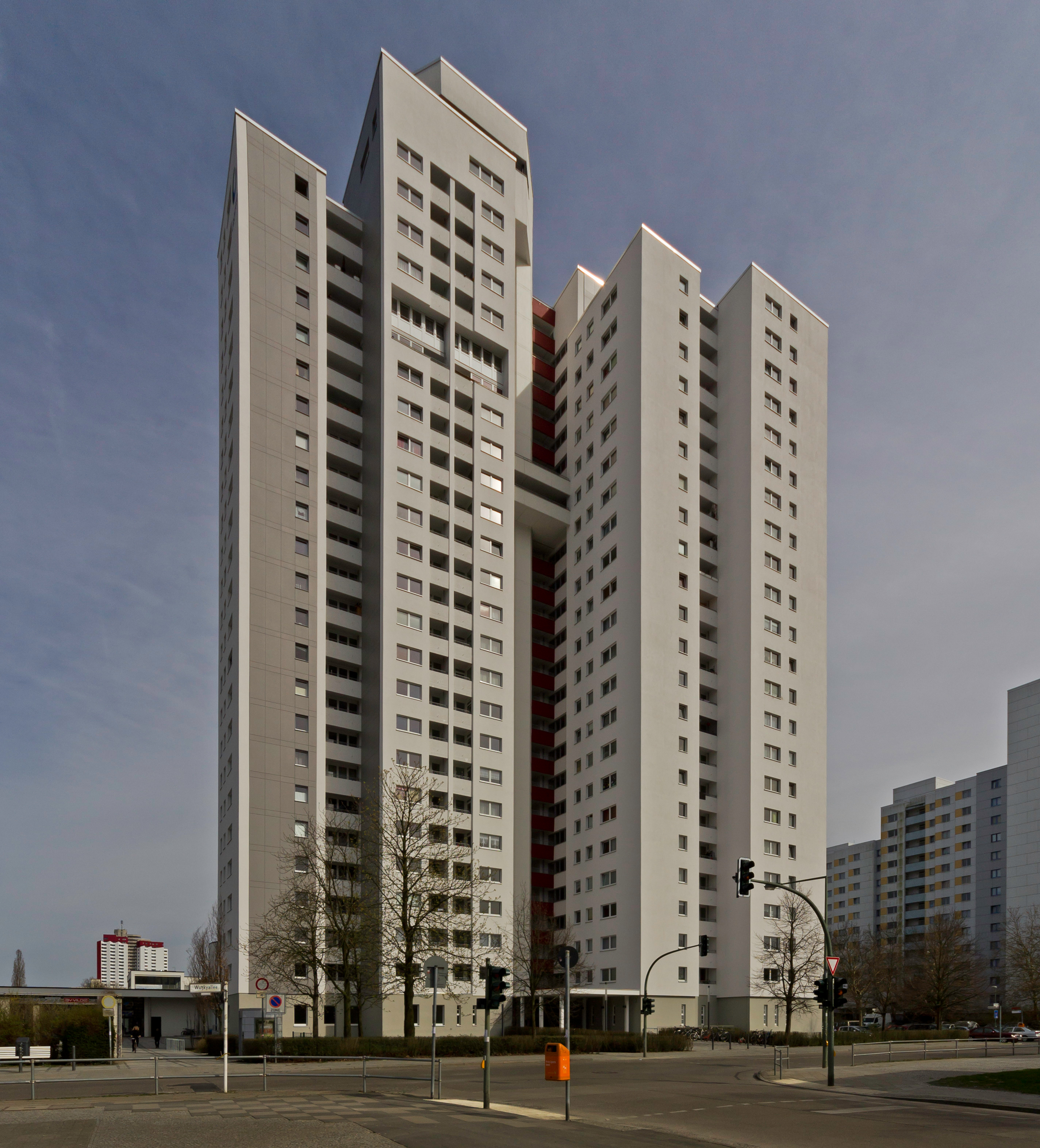
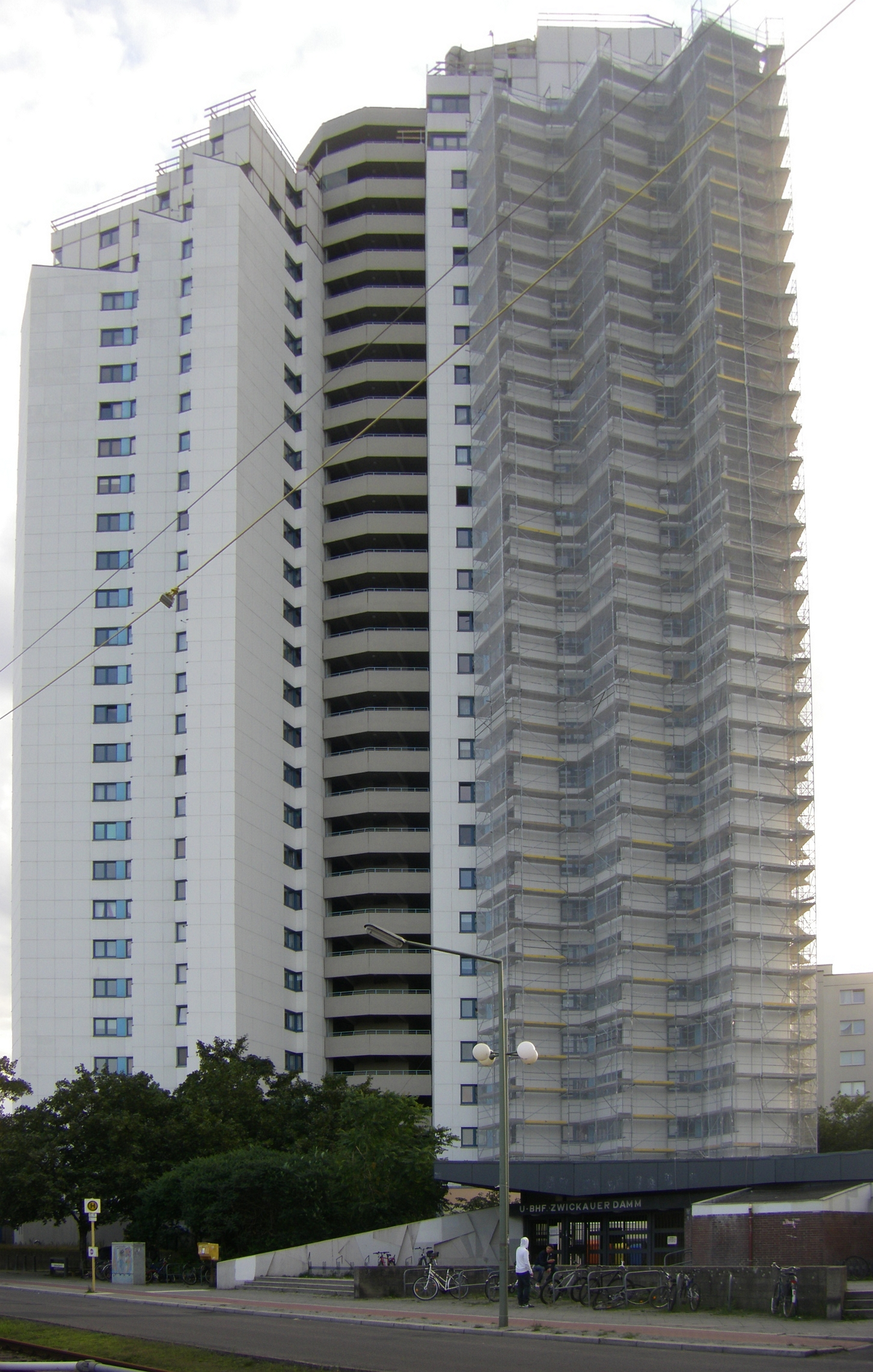
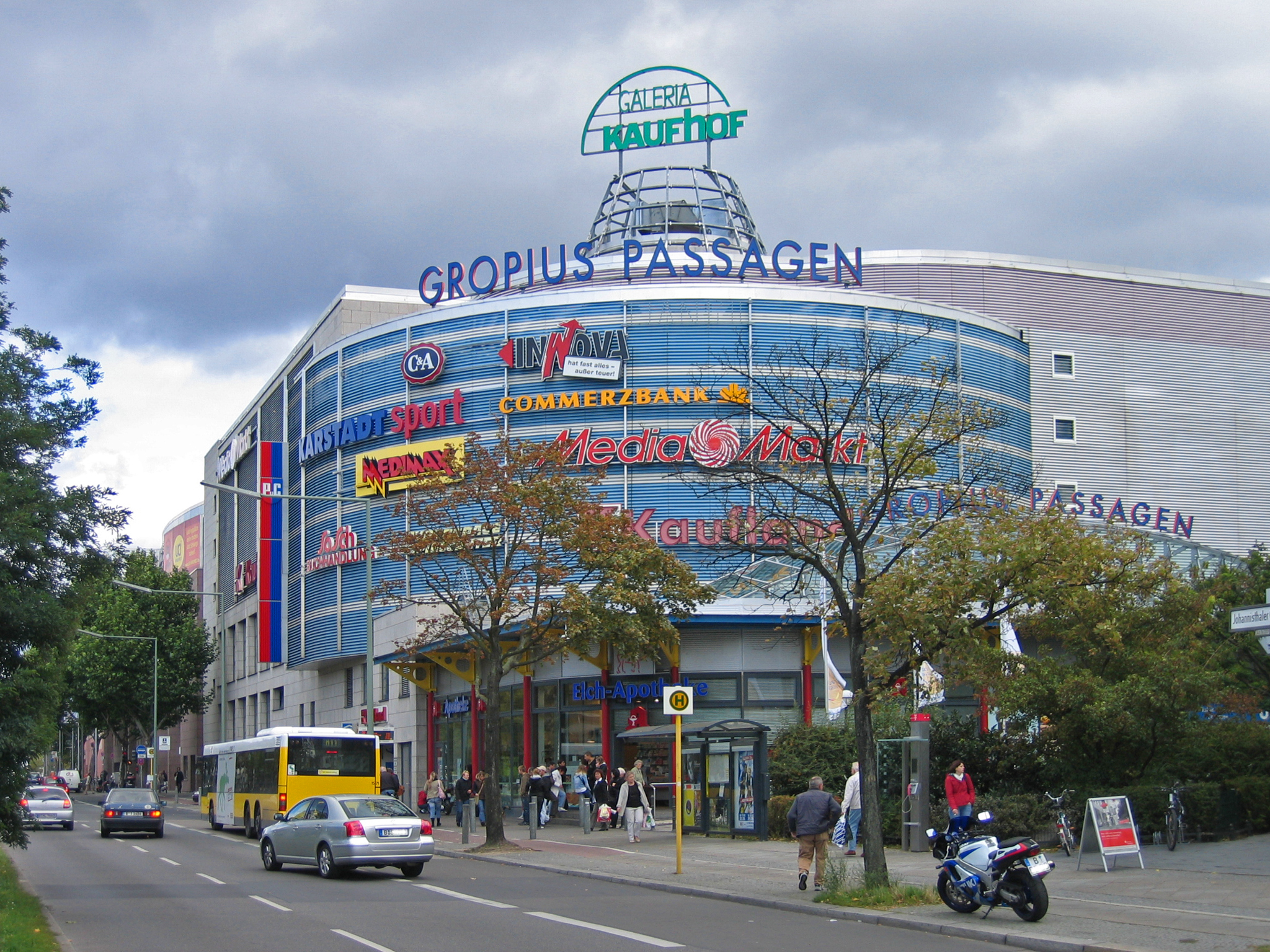